# Trine i sne
|  | Denne artikel er oprettet af botten PalnaBot ud fra en ekstern database. Den kan derfor have sproglige fejl eller mangler. Denne skabelon kan fjernes efter kontrol af indholdet. |

Trine i sne er en kortfilm fra 1988 instrueret af Morten Bo efter manuskript af Morten Bo.

## Handling
Børnefilm. Trine vil have det samme som Thomas. Først får hun fingervanter og bagefter en kælk. Da Thomas finder et lille egern, vil hun også have det. Thomas vil ikke give hende det, bare fordi hun råber 'Jeg vil'. Filmen henvender sig til de mindste